# Микронезия (альбом)
«Микронезия» — девятый номерной альбом российской рок-группы «Крематорий», записанный и выпущенный в 1996 году. К трилогии 1994—1997 годов («Танго на облаке», «Текиловые сны» и «Ботаника») отношения не имеет, это первая часть «дилогии» (вторая — «Гигантомания»).

## Об альбоме
В 1990-е годы «Крематорий» достаточно часто менял репетиционные базы. После инцидента, произошедшего в недолгий период сотрудничества с исполнявшим обязанности администратора Сергеем Хорошевым, группа временно обосновалась в квартире Армена Григоряна на Смольной улице (в буклетах CD и аудиокассет место записи обозначено как «Smolnaya Records»), разместив там всю необходимую аппаратуру: в одной из комнат звукорежиссёр Сергей Овсянников установил микшерный пульт и акустическую систему, а ванную было решено использовать в качестве тон-студии. В итоге домашняя репетиционная база стала ещё и студией звукозаписи (ввиду этого в процессе записи впервые со времён «Комы» использовались электронные ударные). По другой версии, поводом для записи стала травма руки скрипача Вячеслава Бухарова, из-за которой группе в начале 1996 года пришлось взять паузу в гастрольной деятельности и приняться за запись накопившегося материала. Состоял он из композиций, написанных Григоряном в разные периоды и по разным причинам не вошедших в предыдущие студийные альбомы, и был разделён на две части.
Первая часть дилогии — альбом «Микронезия» стал экспериментальным: его основу составили в преимуществе миниатюрные зарисовки, не ставшие полноценными песнями, длительностью от 30-50 секунд до 2 минут (среди них две, уже знакомые слушателям — «Ура!» из альбома «Зомби» и «Палковводец Красс» из «Текиловых снов», заново переписанные), как авторские, так и на стихи поэтов Пабло Неруды и Валерия Брюсова («Конь», «Сон», «ОНСБ»). Впрочем, на альбоме встречаются и песни большей длительности с классической структурой («Добро пожаловать в лето», «Три гиены», «Палома-попс»). Также это первый альбом, на котором вокальные партии, помимо Армена Григоряна, исполнили и остальные музыканты «Крематория», кроме гитариста Андрея Мурашова — он не пел, а декламировал стихотворение Пабло Неруды (перевод Павла Грушко) в композиции «Бегство (Конь)». Примечателен альбом ещё и тем, что на нём впервые звучит женский вокал: в записи миниатюр «Женская песня» и «Блюз-minuet» приняли участие Анастасия Давыдова и Дарья Шаталова (впоследствии вторая жена Армена Григоряна) соответственно.
Альбом был издан фирмой «APEX» одновременно с «Гигантоманией» весной 1996 года. В 1998 году фирма «Moroz Records» выпустила переиздание дилогии в рамках серии «Полное собрание сочинений».

## Обложка
Обложка альбома «Микронезия», как и название, соответствуют его содержанию: поскольку на альбоме преобладает количество песен-миниатюр, на лицевой стороне обложки музыканты группы изображены в уменьшенном в виде на деке акустической гитары, рассматриваемые через лупу. Имеет незначительные отличия на разных изданиях: в оригинале название альбома написано на левой части упаковки по вертикали, а на переиздании — на самой обложке.

## Список композиций
Автор текстов и музыки — Армен Григорян, кроме отмеченных особо.
1. Virus A (инструментал; В. Бухаров)
2. Добро пожаловать в лето (А. Григорян, А. Мурашов)
3. Притча о цветных губах
4. Дискотека на улице Морг (А. Григорян, А. Мурашов)
5. Ангел
6. Три гиены
7. Женская песня («Крематорий» — «Григория»)
8. Бандерлоги
9. Песня старого хипа (А. Григорян, неизвестный автор)
10. Блюз-minuet (С. Третьяков)
11. Ура!
12. Штраус (И. Штраус, «Крематорий»)
13. Вся моя жизнь
14. 30 лет (А. Григорян, В. Агапкин[комм. 2])
15. Бегство (Конь) («Крематорий» — П. Неруда)
16. Зеркальная ода (Ниагара) (А. Григорян, В. Бухаров)
17. Сон (А. Григорян — В. Брюсов)
18. Палома-попс (С. Третьяков — М. Пушкина)
19. Старушка Занзибар
20. Virus B (инструментал; А. Григорян, В. Бухаров)
21. ОНСБ (А. Григорян — В. Брюсов)
22. Микронезия
23. Палковводец Красс
24. Призрак Пиноккио (инструментал)

## Участники записи
- Армен Григорян — вокал (кроме 7, 9, 10, 12, 15, 17, 18) акустическая гитара
- Андрей Мурашов — гитара, голос (15)
- Вячеслав Бухаров — скрипка, клавишные, вокал (12, 17)
- Сергей Третьяков — бас-гитара, вокал (18)
- Андрей Сараев — ударные, вокал (9)

Приглашённые участники записи
- Анастасия Давыдова — вокал (7)
- Дарья Шаталова — вокал (10)

## Рецензии
В 2020 году Александр Морсин в статье интернет-журнала «Нож», посвящённой 60-летию Армена Григоряна и представляющей собой подборку рецензий на знаковые (по версии автора) альбомы «Крематория», оценил этот альбом в связке с «Гигантоманией» следующим образом: «Дилогия-паноптикум, которой не должно было быть, но которую оказалось сложно избежать. Сломавший руку скрипач пересел за клавиши, клавишник запел, вокалист — ну вы поняли. В половине песен роли меняются, творится чёрт-те что. Стихи Маргариты Пушкиной и Пабло Неруды, какофония, палома-попс, Штраус, Грета Гарбо, архивы, дискотека, наигрыши и эпитафии. […] Следить за метаморфозами в сыром материале московского караван-сарая не то чтобы безумно увлекательно, но любопытно».

## Дополнительные факты
- Песня «Дискотека на улице Морг» звучит в фильме Романа Качанова «ДМБ» (2000). В альбом-саундтрек также вошла «Песня старого хипа»[10], однако в самом фильме её нет.
- Песня «Ура!» из альбома «Зомби» (1991) была перезаписана с небольшими изменениями: в оригинале поётся «Нет никого, все ушли…», а в новой версии — «все ушли давно», вместо «в ожидании конца» — «в предвкушении конца», а вместо «Выйду я из неё» — «Уйду и я из неё».
- Изначальный вариант песни «30 лет», исполнявшийся Григоряном на концертах, был короче и имел нецензурное окончание[11]. В студийной же версии после строки «Ещё лет 30 — и…» цитируется мелодия куплета марша «Прощание славянки».
- Тексты песен «Сон» и «ОНСБ» на стихи Валерия Брюсова также подверглись искажениям: например, в оригинале первой (стихотворение «Посв. ***») «бывший друг пришёл к кровати», в версии «Крематория» — «лучший», а вместо «по лицу» — «по яйцу». В «ОНСБ»: вместо «Душно нам без лучей и без веры» — «Сложно нам без любви и без веры».
- Закрывающая альбом композиция «Призрак Пиноккио» — инструментальная версия версия песни «Пиноккио», открывающей вторую часть дилогии — альбом «Гигантомания».